# GEW Köln
Die GEW Köln AG ist eine Holding-Gesellschaft, die bis zur Umwandlung 2002 ein Energieversorgungsunternehmen war. Die GEW Köln ist im Eigentum der Stadt Köln. Aus steuerlichen Gründen hält die Stadt nur 10 % der Aktien direkt, die anderen 90 % besitzen die Stadtwerke Köln, die der Stadt ebenfalls gehören.

## Geschichte der „GEW alt“

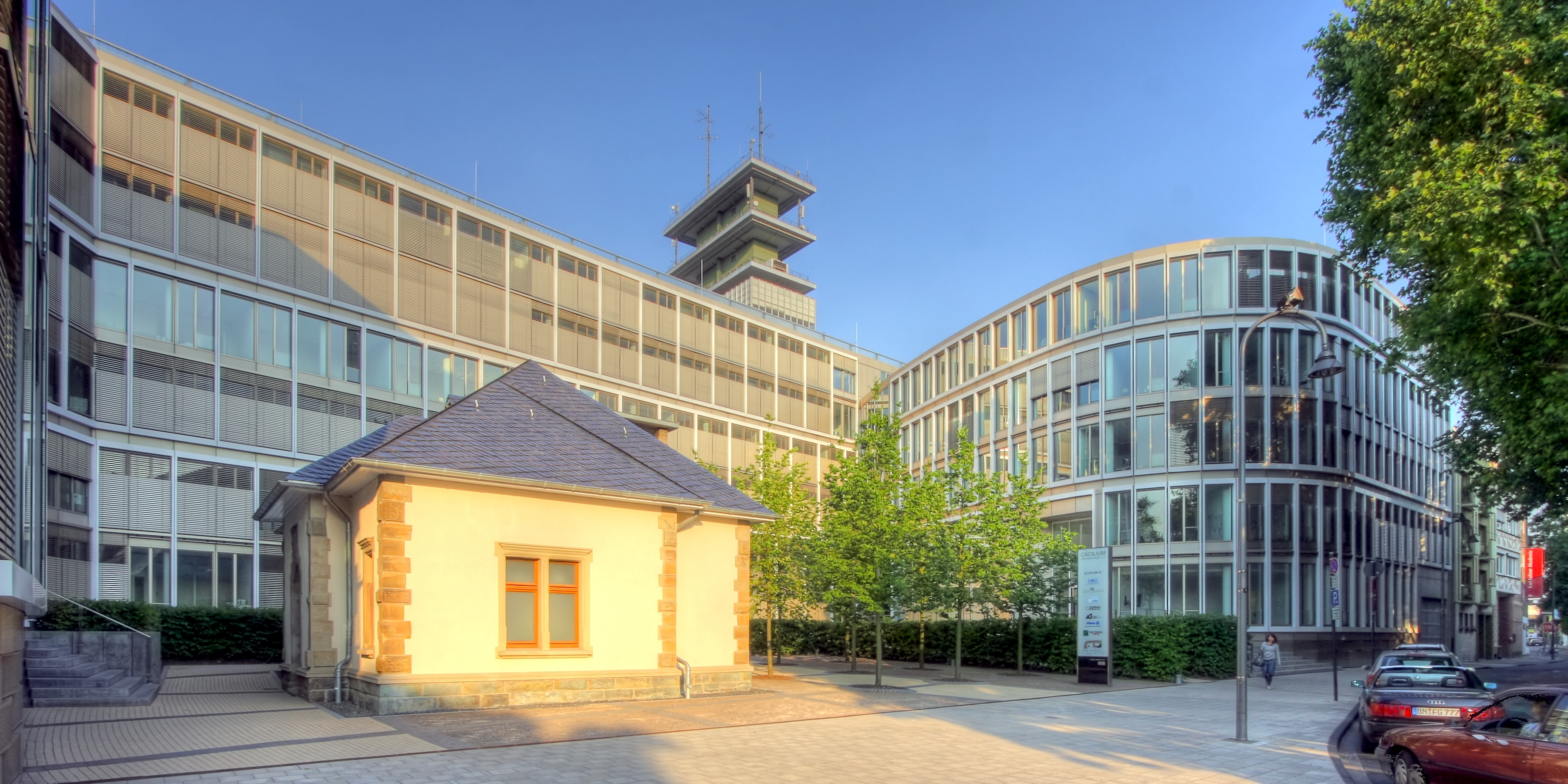
Denkmalgeschütztes, historisches Umspannwerk, Cäcilienkloster. Im Hintergrund der 2010 erbaute Bürokomplex „Cäcilium“

Die Gas-, Elektrizitäts- und Wasserwerke Köln AG (GEW) wurde 1872 als „Gas- und Wasserwerk“ gegründet. Die GEW war als eines der größten deutschen kommunalen Energie- und Wasserversorgungsunternehmen zu 100 % im Besitz der Stadt Köln. Im Jahre 2002 wurde die RheinEnergie AG als neues Unternehmen für die gesamte rheinische Region gegründet. Die GEW übertrug Anlagen, Personal und operatives Geschäft auf die RheinEnergie und wandelte sich zu einer reinen Holding-Gesellschaft der RheinEnergie.
Für weitere Details zur Geschichte der „GEW alt“ siehe RheinEnergie.

## Beteiligungen
Im Rahmen ihrer Tätigkeit als Holding hält die GEW Köln u. a. an den folgenden Kölner Unternehmen Anteile:
- RheinEnergie AG, 75,78 %
- NetCologne GmbH, 100 %

Bekannte Beteiligungen der GEW Köln außerhalb Kölns sind:
- Brunata-Metrona GmbH., Hürth, 100 %
- Stadtwerke Düsseldorf AG, 20 %